# Discestra fasciata
Discestra fasciata là một loài bướm đêm trong họ Noctuidae.